# Bruce Glover
Bruce Herbert Glover (ur. 2 maja 1932 w Chicago, zm. 12 marca 2025) – amerykański aktor charakterystyczny. Odtwórca roli pana Winta, który wraz z panem Kiddem tworzył duet psychopatycznych zabójców w filmie o Jamesie Bondzie Diamenty są wieczne (1971). 
Ojciec aktora Crispina Glovera.

## Życiorys
Urodził się w Chicago w stanie Illinois jako syn Evy Elviry (z domu Hedstrom) i Herberta Homana Glovera. Jego rodzina była pochodzenia angielskiego, szwedzkiego i czeskiego. W latach 1953–1955 służył w United States Army i spędził sześć miesięcy w Korei. W 1957 ukończył Northwestern University. W latach 1957–1990 pełnił funkcję nauczyciela aktorstwa i trenera teatralnego, w tym przynależał do grupy teatralnej Nosotros i Indian Actors Workshop. Dorabiał także jako artysta malarz i grafik. 
Po raz pierwszy trafił na ekran jako świadek w odcinku serialu CBS Wyrok należy do ciebie (The Verdict Is Yours, 1958). Rok później zadebiutował na kinowym ekranie w roli Stevedore’a w komediodramacie muzycznym Nigdy nie kradnij niczego małego (Never Steal Anything Small, 1959) na podstawie powieści Maxwella Andersona i Roubena Mamouliana u boku Jamesa Cagneya.
W 1961 grał w produkcji off-off-broadwayowskiej Kukurydza jest zielona. Występował na Broadwayu w przedstawieniach: Noc iguany Tennessee Williamsa (1961) w roli Wolfganga, Matka Courage i jej dzieci Bertolta Brechta (1963) jako sierżant katolicki i żołnierz oraz Lew w zimie (1966) w roli Henryka II i Ryszarda Lwie Serce.
W serialu kryminalnym ABC Porucznik Hawk w akcji (Hawk, 1966) z Burtem Reynoldsem pojawił się w odcinku pt. „Teoria niewinnego świadka” („The Theory of the Innocent Bystander”) jako zastępca prokuratora okręgowego Murray Slaken. W filmach Glover często był obsadzany w roli wieśniaka lub złoczyńcy. Do jego bardziej znaczących ról ekranowych należą homoseksualny zabójca Wint w filmie o Jamesie Bondzie Diamenty są wieczne (1971), Grady Coker w biograficznym dramacie sensacyjnym Z podniesionym czołem (Walking Tall, 1973) i Duffy w dramacie kryminalnym neo-noir Romana Polańskiego Chinatown (1974).

## Filmografia

### Filmy
- Afera Thomasa Crowna (1968) jako menadżer banku
- Szkoła kowbojów (1971) jako przedsiębiorca
- Diamenty są wieczne (1971) jako pan Wint
- Z podniesionym czołem (1973) jako Grady Coker
- Czarny mściciel (1973) jako Ray Kriley
- Jeden mały Indianin (1973) jako Schrader
- Chinatown (1974) jako Duffy
- Ciężkie czasy (1975) jako Doty
- Z podniesionym czołem II (1973) jako Grady Coker
- Z podniesionym czołem: Ostatni rozdział (1977) jako Grady Coker
- Kaskaderzy (1977) jako Chuck Johnson
- Miasto duchów (1988) jako handlarz
- Obcy w domu (1989) jako Gene Hufford
- Popcorn (1991) jako Vernon
- Taniec w łańcuchach (1991) jako Casey
- Czarnoksiężnik 2 (1993) jako Ted Ellison
- Strach na wróble (1995) jako wujek Thaddeus
- Ghost World (2001) jako Feldman, facet na wózku inwalidzkim
- Śmiertelna wyliczanka (2006) jako Sam
- Hiszpanka (2014) jako Kubryk

### Seriale TV
- Gunsmoke (1955–1975) jako Titus Wylie/Enoch Brandt (gościnnie, 1969 i 1972)
- Adam-12 (1968–1975) jako Bach (gościnnie, 1969)
- Bonanza (1959–1973) jako Scooter (gościnnie, 1970)
- Ulice San Francisco (1972–1977) jako Stan Reeves/George Carter (gościnnie, 1976 i 1977)
- Kojak (1973–1978) jako Henry Slote (gościnnie, 1976)
- Battlestar Galactica (1978) jako Megan (gościnnie)
- Diukowie Hazzardu (1979–1985) jako Wilbur (gościnnie, 1983)
- T.J. Hooker (1982–1986) jako Tony Aresco (gościnnie, 1984)
- Drużyna A (1983–1987) jako Tepper (gościnnie, 1985)
- Santa Barbara (1984–1993) jako Joe Burns (gościnnie, 1987)
- Napisała: Morderstwo (1984–1996) jako Jack Franzen (gościnnie, 1990)